# Las Gramillas
Las Gramillas é uma comuna da província de Córdoba, na Argentina.